# Blessagno
Blessagno ist eine kleine Gemeinde  im Val d’Intelvi in der italienischen Provinz Como in der Region Lombardei.

## Lage und Einwohner
Blessagno liegt etwa 60 km nördlich von Mailand und etwa 15 km nördlich von der Provinzhauptstadt  Como.  Das Dorf befindet sich auf einer Höhe von etwa 760 m ü. M in einem grünen Tal zwischen den Bergen des Val d’Intelvi und hat 303 Einwohnern (Stand 31. Dezember 2023). 
Die Nachbargemeinden sind  Centro Valle Intelvi, Dizzasco, Laino und Pigra.

## Geschichte
Das Dorf stand unter der Hoheitsgewalt von Como, 1451 wurde es der Familie Rusca aus Como zugeteilt. 1533 wurde die Familie Pusterla damit belehnt und gegen Ende des 16. Jahrhunderts erhielt es die Familie Marliani.

## Sehenswürdigkeiten
- Kirche Sant’Abbondio[3]
- Oratorium San Silvestro romanischen Ursprungs, ist das Bauwerk von größter künstlerischer Bedeutung, befindet sich im Weiler Lura und ist über einen steilen Karrenweg erreichbar. Die Kirche San Silvestro hatte kleinere Ausmaße als die heutige mit zwei gegenüberliegenden Apsiden, die das frühere Oratorium einschließt, von der ursprünglichen Struktur ist nur eine Mauer mit Blindbögen aus dem 10. Jahrhundert erhalten, im ältesten Teil des Gebäudes befindet sich der Glockenturm, der jedoch später um 1702 hinzugefügt wurde und einen von Feliciano Ninguarda 1593 beschriebenen Glockengiebel ersetzt. Auf dem Altar steht das Fresko Maria lactans zwischen Sankt Silvester I. und Sankt Antonius der Grosse des Malers Andrea de Magistris (1506)[4][5]

## Persönlichkeiten
- Pietro Bertinelli (* um 1520 in Blessagno; † nach 16. November 1574 ebenda ?), Sohn von Donato, Baumeister ?[6]
- Bernardino Bertinelli (* um 1520 in Blessagno; † nach 9. Juni 1576 in Blessagno; † um 1620 ebenda ?), Bruder von Pietro, Baumeister ?[7]
- Carlo Croppi (* um 1700 in Lura; † nach 1740 ebenda ?), Sohn von Martino, Baumeister und Bauunternehmer in Fenestrelle und Turin[8]